# Сольвент
Сольвент, Сольвент-нафта  (англ. solvent, solvent-naphtha; нім. Solventnaphtha n) – рідка безбарвна або світло-жовта суміш ароматичних вуглеводнів. Кипить при температурі 120-200°C. Одержують сольвент при піролізі нафтової сировини або при ректифікації бензольних фракцій коксохімічного виробництва. Густина 867 кг/м³. температура спалаху 31 °С (в. т.); температура займання 36 °С; температура самозаймання 488 °С;  тиск насиченої пари при температурі 30°С Рн=1,86 кПа.
Розрізняють сольвент кам'яновугільний і нафтовий. 
Застосовують як розчинник.